# Trần Dụ Tông
Trần Dụ Tông (chữ Hán: 陳裕宗) 22 tháng 11 năm 1336 – 25 tháng 5 năm 1369) là vị hoàng đế thứ 7 của triều đại nhà Trần nước Đại Việt, ở ngôi 28 năm từ năm 1341 đến năm 1369.
Dụ Tông là con thứ 10 của vua Trần Minh Tông và là em của vua Trần Hiến Tông. Năm 1341, vua Trần Hiến Tông mất sớm, Thượng hoàng Minh Tông đón Dụ Tông lập làm vua. Nhà vua mới 5 tuổi nên Thượng hoàng quyết định mọi việc, chính sự ban đầu khá tốt đẹp. Sau khi Thượng hoàng qua đời, Dụ Tông đích thân chấp chính. Tuy hăng hái về chính sự, nhưng Dụ Tông lại thích hưởng lạc nhiều, xây dựng nhiều cung điện, thích đánh bạc, nuôi chim thú lạ khắp nơi, trong cung lại hiện ra khung cảnh hào hoa tráng lệ khác thường. Cơ nghiệp nhà Trần từ đây suy yếu. Vì mải chơi bời nên nhà vua sức khỏe kém, mất mà không có con nối, đến nỗi truyền ngôi cho Trần Nhật Lễ, con nuôi của cố Cung Túc vương Trần Nguyên Dục (anh Dụ Tông). Nhật Lễ định đổi sang họ Dương thì bị con thứ ba của Minh Tông là Trần Phủ lật đổ và giết chết.

## Thân thế
Dụ Tông Hoàng đế tên thật là Trần Hạo (陳暭), tên dùng khi ngoại giao với nhà Minh là Trần Nhật Khuê (陳日煃), là con trai thứ 10 của Thượng hoàng Trần Minh Tông, mẫu thân là Hiến Từ Tuyên Thánh Hoàng hậu, con gái của Huệ Vũ Đại vương Trần Quốc Chẩn. Ông là con út do Hiến Từ Tuyên Thánh Hoàng hậu sinh ra, trên ông có Cung Túc vương Trần Nguyên Dục và Thiên Ninh Công chúa. Theo thân phận, ông thuộc dòng Hoàng đích tử, thân phận cao quý hơn Trần Hiến Tông, Trần Nghệ Tông và Trần Duệ Tông, vốn đều do các phi tần sinh ra.
Năm 1339, khi mới 4 tuổi, ông đã bị ngã xuống nước suýt chết đuối hôm rằm trung thu. Thầy thuốc Trâu Canh (vốn gốc Hoa, có cha là ngự y của Hốt Tất Liệt) cứu sống được nhưng nói rằng Hoàng tử Hạo sẽ bị liệt dương.
Năm 1341, Trần Hiến Tông qua đời khi mới 22 tuổi, không có con trai nối dõi. Anh trưởng Hạo là Cung Túc vương có thái độ ngông cuồng cho nên Thượng hoàng Minh Tông không lập làm vua mà quyết định chọn Trần Hạo, khi đó mới 6 tuổi.
Ngày 21 tháng 8, cùng năm, Thượng hoàng ra chỉ lập Trần Hạo lên nối ngôi, tự xưng làm Dụ Hoàng (裕皇). Vì ông lên ngôi khi còn nhỏ, mọi việc đều do Thượng hoàng quyết định.

## Trị vì

### Niên hiệu Thiệu Phong
Vào niên hiệu Thiệu Phong (紹豐), quyền bính phần nhiều đều do Minh Hoàng quản lý vì bấy giờ Dụ Tông còn nhỏ, việc chính trị được Minh Tông duy trì tiếp tục hưng thịnh. Theo lệnh của triều đình, các danh thần Trương Hán Siêu và Nguyễn Trung Ngạn đã bắt tay vào việc biên soạn các bộ "Hoàng Triều đại điển" và "Hình thư". Năm 1342, Trung Ngạn chọn đinh tráng các lộ bổ sung các ngạch thiếu của Cấm vệ quân, định thành sổ sách. Khu mật viện có phần quản lãnh Cấm quân bắt đầu từ Trung Ngạn.
Mùa hè tháng 4 năm 1342, anh khác mẹ của Dụ Tông là Cung Tĩnh Đại vương Trần Nguyên Trác được phong làm Thái úy, nắm hết binh quyền trong triều đình, việc bấy giờ là truyền thống của họ Trần khi để hoàng thân nắm hết các chức vụ trọng yếu của triều đình. Cung Tĩnh Đại vương là con trai thứ hai của Minh Hoàng, bấy giờ sau khi Hiến Tông hoàng đế không còn thì là Trưởng tử trong các con của Minh Hoàng.
Mùa xuân, năm Thiệu Phong thứ 4 (1344), Hiến Tông Hoàng đế được mai táng tại An Lăng ở Kiến Xương. Theo lời bình của sử thần Ngô Sĩ Liên: "Thiên tử mất 7 tháng thì chôn. Ngày xưa Chu Hoàn vương mất đến 7 năm mới chôn là vì nhà Chu khi ấy có loạn Tử Nghi và Hắc Kiên. Hiến Tông đến nay đã mất 4 năm rồi mới táng, vẫn chưa biết lý do vì sao. Có lẽ còn thượng hoàng nên phải theo lệnh chăng? Nhưng lúc ấy cũng không thấy ai đem lẽ ra bàn cãi cả".
Vào thời gian này, có vài đợt hạn hán và mất mùa lớn xảy ra, Minh Hoàng ra chỉ miễn thuế và cứu đói nhiều lần, lại ra chỉ soát tù, giảm tội cho các phạm nhân. Một số cuộc khởi nghĩa của nông dân bùng phát như Ngô Bệ năm 1344 và Tề năm 1354. Ngoài ra còn có những cuộc nổi dậy khác của người Lạng Sơn và Thái Nguyên năm 1351. Trừ cuộc nổi dậy của Ngô Bệ tới năm 1360 mới bị dẹp, các cuộc nổi dậy khác đều nhanh chóng bị trấn áp.
Phía tây, Ai Lao sau nhiều lần thua trận không sang cướp phá nữa. Phía bắc, nhà Nguyên đã suy yếu. Tuy nhiên phía Nam, nước Chiêm Thành tiếp tục tình trạng lục đục nội bộ. Năm 1342, tháng 5, chúa Chiêm thành Chế A Nan chết, con rể là Trà Hòa Bố Đề tự lập làm Quốc vương, sai sứ thần sang Đại Việt thông hiếu. Đến năm 1346, triều đình nhà Trần sai sứ sang khiển trách về việc không thông hiếu hằng năm, đánh dấu việc rạn nứt mối quan hệ Chiêm Thành và Đại Việt.
Năm 1351, Ngự y Trâu Canh thấy Dụ Tông bị liệt dương, bèn dâng phương thuốc nói rằng giết đứa bé con trai, lấy mật hòa với dương khởi thạch mà uống và thông dâm với chị hay em ruột của mình thì sẽ hiệu nghiệm. Dụ Tông làm theo, thông dâm với chị ruột là Thiên Ninh Trưởng Công chúa Ngọc Tha, quả nhiên công hiệu. Canh từ đấy được yêu quý hơn, được ngày đêm luôn ở trong hậu cung hầu hạ thuốc thang, Canh nhân đó liền thông dâm với cung nữ. Việc phát giác, Minh Hoàng định bắt Canh chết, nhưng vì có công chữa khỏi bệnh cho Dụ Tông nên được tha.
Ngày 19 tháng 2 năm 1357,  Thượng hoàng mất tại Bảo Nguyên cung. Đến ngày 11 tháng 11 năm ấy, táng ở Mục lăng. Bấy giờ sau khi Thượng hoàng qua đời, Dụ Tông đã trưởng thành, có thể tự coi chính sự.

### Niên hiệu Đại Trị

#### Suy trị
Năm 1358, Dụ Tông đổi niên hiệu là Đại Trị (大治), bắt đầu tự thân chuyên chính. Bấy giờ, Huệ Vũ vương Trần Quốc Chẩn (thân phụ của Hiến Từ Thái hậu, mẹ ruột của Dụ Tông) đã được minh oan, Dụ Tông truy phong ông ngoại làm Đại vương để vinh danh.
Vào đầu năm này, hạn hán, sâu cắn lúa, thiên tai xảy ra khiến nhiều người chết đói. Dụ Tông ban chỉ khuyến khích các nhà giàu ở các lộ bỏ thóc ra chẩn cấp dân nghèo. Các quan ở địa phương tính xem số thóc bỏ ra là bao nhiêu trả lại bằng tiền.
Năm 1358, Ngô Bệ sau một thời gian tạm lắng tiếp tục đem quân tụ họp ở núi Yên Phụ, dựng cờ lớn ở trên núi, tiếm sưng vị hiệu, yết bảng nói cứu giúp dân nghèo. Từ Thiên Liêu đến Chí Linh, Bệ chiếm giữ cả. Dụ Tông bèn xuống chiếu cho An phủ sứ các lộ đem quân các đội phong đoàn đi trấn áp giặc cướp, đến năm 1360 thì Bệ bị giết, đồng đảng hơn 30 người đều bị xử tử.
Tháng 4 năm Thiệu Phong thứ 7 (1357), ông phong cho người anh là Trần Thiên Trạch tước Cung Tín vương. Thời gian này, Dụ Tông cho xây nhiều cung điện và vườn tược trong hậu cung, rất nhiều cung điện nguy nga được dựng lên.
Các gian thần kéo bè kết đảng lũng đoạn triều chính. Thấy triều chính hỗn loạn, danh nho Chu Văn An dâng Thất trảm sớ xin chém 7 gian thần nhưng Dụ Tông không nghe, liền xin từ quan về dạy học. Các vị quan khác như Phạm Sư Mạnh, Lê Quát tuy có năng lực nhưng không can gián được Dụ Tông bớt hưởng lạc mà chú tâm vào chính sự. Vốn Chu Văn An yêu thích núi Chí Linh nên ông về cư ngụ tại đó, chỉ khi nào có buổi thiết triều quan trọng thì mới tới kinh sư. Dụ Tông thấy Chu Văn An là người có tài, muốn trao cho ông đại quyền, thế nhưng ông một mực khước từ không nhận. Thấy vậy, Hiến Từ Thái hậu đã khuyên can: "Ông ta là người không thể nào bắt làm tôi được, ta sai bảo thế nào được ông ta?". Và khi nhà vua ban áo mũ cho Chu Văn An thì danh nho này chỉ đa tạ thôi chứ không nhận lấy.
Dụ Tông say mê đàn hát, tuồng chèo, thường sai các Vương hầu và Công chúa bày tiệc đóng trò hát tuồng cho vui, ai diễn hay thì được thưởng. Mặc dù phép tắc nhà Trần rất nghiêm khắc với tội đánh bạc nhưng Trần Dụ Tông lại thích trò này, chiêu tập các nhà giàu vào cung đánh bạc cùng. Sử cũ chép rằng, có người đã xàm tấu với ông rằng Thái úy Cung Tĩnh vương Trần Nguyên Trác đã yểm bùa hại ông, Hoàng đế chút nữa là sát hại Nguyên Trác, nhưng Hiến Từ Hoàng thái hậu đã can ngăn.
Năm 1363, Dụ Tông cho dân phu đào hồ ở vườn ngự trong hậu cung. Trong hồ xếp đá làm núi, bốn mạch đều khai ngòi cho chảy thông nhau. Trên bờ hồ trồng thông, tre và các thứ hoa thơm cỏ lạ. Lại nuôi chim quý, thú lạ trong đó. Phía tây hồ trồng hai cây quế, dựng điện Song Quế. Lại gọi tên điện là điện Lạc Thanh, tên hồ là hồ Lạc Thanh. Dụ Tông lại sai đào một hồ nhỏ khác, lệnh cho người Hải Đông chở nước mặn chứa vào đó, đem các thứ hải vật như đồi mồi, cua, cá để nuôi ở trong hồ. Lại sai người Hóa Châu chở cá sấu đến thả vào đó. Lại có hồ Thanh Ngư để thả cá thanh phụ (cá diếc). Đặt chức khách đô để trông coi.
Tháng 6 năm 1366, Dụ Tông đi thuyền đến chơi nhà Thiếu úy Trần Ngô Lang tại hương Mễ Sở, ông chơi tới canh ba mới về. Trên đường về, đến sông Chử Gia, nhà vua bị bọn cướp chặn đường lấy mất ấn và gươm báu. Sau biến cố ấy, ông biết mình không thể sống thọ, càng chơi bời quá độ.
Dụ Tông nghiện rượu, thích rủ các quan cùng uống thi. Ai uống thắng được ông thăng chức. Chính chưởng phụng ngự cung Vĩnh An là Bùi Khoan dùng mẹo uống dối được trăm thăng, Dụ Tông tin là thật, thưởng tước hai tư để dự thăng trật. Hoàng đế thích chơi bời, các quý tộc cũng hưởng ứng theo quan gia khiến triều đình rối nát. Bên ngoài xảy ra mất mùa trong nhiều năm, Dụ Tông chỉ có các biện pháp khắc phục tạm thời như sai các nhà hào phú bỏ thóc lúa chu cấp cho người nghèo để chống đói và thưởng chức tước cho họ để trả công; ông không chú trọng việc đắp đê và làm thủy lợi để phát triển nông nghiệp lâu dài.
Khi chép chuyện Trần Anh Tông sai đánh chết một viên quan vì tội đánh bạc, Phan Phu Tiên nói: Luật pháp nhà Trần nghiêm cấm đánh bạc đến như vậy, thế mà đến đời Dụ Tông lại công nhiên làm bậy, gọi là những người giàu vào cung đánh bạc, rồi sau người trong nước bắt chước cái dở ấy, không thể ngăn cấm được nữa. Cuối cùng vì tệ đánh bạc mà rồi mất nước.

#### Chiến tranh với Chiêm Thành
Thấy Đại Việt suy yếu, Chiêm Thành ở phía nam trở nên không thông hiếu, nhiều lần qua cướp các vùng Thanh Hóa, Hóa Châu, làm hại dân lành, Dụ Tông ra sức sai quân lính bảo vệ biên cương, nhưng vẫn ở thế giằng co.
Đến năm 1360, sau khi Chế Bồng Nga nối ngôi Trà Hoa Bố Để, nước Chiêm Thành bắt đầu bước vào giai đoạn cực thịnh, trở thành một mối đe dọa lớn với Đại Việt. Tháng 3 âm lịch năm 1361, quân Chiêm Thành vượt biển đến cướp dân ở cửa biển Dĩ Lý. Quân phủ Lâm Bình đánh tan quân Chiêm. Trần Dụ Tông phong Phạm A Song làm tri phủ Lâm Bình. Tháng 3 âm lịch năm 1362, quân Chiêm Thành lại tiến đánh Hóa Châu, bắt dân rồi rút lui. Trần Dụ Tông sai Đỗ Tử Bình duyệt bổ quân ở Lâm Bình, Thuận Hóa và đắp thành Hóa Châu.
Tháng 1 âm lịch năm 1365, quân Chiêm Thành tiến đến đánh úp, bắt dân Hóa Châu mang về nước. Sang tháng 3 âm lịch năm 1366, quân Chiêm lại đến cướp phủ Lâm Bình. Quan phủ là Phạm A Song đánh bại được quân Chiêm. Trần Dụ Tông bèn phong cho A Song làm Đại tri phủ Lâm Bình, Hành quân thủ ngự sứ.
Tháng 12 âm lịch năm 1367, người Chiêm Thành sang đòi lại đất ở Hóa Châu. Cuối năm ấy, Trần Dụ Tông sai Minh tự Trần Thế Hưng làm Thống quân hành khiển đồng tri thượng thư tả ty sự, Đỗ Tử Bình làm phó tướng, đi đánh Chiêm Thành. Quân Trần bị quân Chiêm mai phục bắt sống Thế Hưng, còn Tử Bình trốn thoát.
Năm Mậu Thân (1368), Chiêm Thành cử sứ giả sang Đại Việt đòi Dụ Tông trả lại đất Hóa Châu, vốn đã sáp nhập vào Đại Việt từ thời Trần Anh Tông. Sử sách không chép nhiều về sự kiện này, nhưng cuối cùng nhà Trần không chấp thuận.

#### Bang giao với Trung Quốc
Dưới thời Dụ Tông, nhà Nguyên đã suy yếu, nên biên giới phía bắc của Đại Việt khá yên ổn. Đến năm 1351, Trung Quốc xảy đang đại loạn khi khởi nghĩa Khăn Đỏ của người Hán bùng nổ nhằm chống lại ách thống trị của người Mông Cổ. Tuy nhiên, cuộc khởi nghĩa này dần biến thành một cuộc chiến tranh quân phiệt giữa các thủ lĩnh nghĩa quân, trong đó hai thế lực của Chu Nguyên Chương và Trần Hữu Lượng đánh nhau ác liệt nhất. Trần Hữu Lượng thậm chí phái sứ giả sang Đại Việt kêu gọi triều đình nhà Trần hợp tác nhưng Dụ Tông thấy chiến sự ở phương bắc đang hỗn loạn nên không tham gia, tuy nhiên nhà vua vẫn ra lệnh cho binh lính phải phòng ngự cẩn mật ở vùng biên ải phía bắc để tránh bạo loạn.
Đầu năm 1368, sau khi làm chủ được vùng Giang Nam, Chu Nguyên Chương lên ngôi hoàng đế ở Nam Kinh, lập ra nhà Minh. Trần Dụ Tông hay tin, lập tức cử đoàn sứ thần sang triều cống vua Minh Thái Tổ. Ngày 23 tháng 7 năm 1369, đoàn sứ thần gồm Đồng Thì Mẫn (同時敏), Đoàn Đễ (段悌), Lê An Thế (黎安世) dẫn đầu đã đến Trung Quốc. Vua Minh sai các quan sang phong tước hiệu An Nam quốc vương cho Trần Nhật Khuê (陳日煃 - một tên gọi khác của Trần Dụ Tông). Hai sứ thần nhà Minh Ngưu Lượng (牛諒), Trương Dĩ Ninh (張以寧) đến Đại Việt để trao ấn bạc mạ vàng có khắc hình lạc đà. Tuy nhiên, đoàn sứ nhà Minh tới biên giới Đại Việt vào khoảng tháng 11 năm 1369 thì hay tin Dụ Tông đã mất nên hoãn việc phong vương.

## Qua đời
Năm Kỷ Dậu (1369), vua Trần Dụ Tông băng hà ở Quang Triều cung, thọ 34 tuổi. Ông trị vì 28 năm, được an táng tại Phụ Lăng (阜陵). Thụy hiệu là Thống Thiên Thể Đạo Nhân Minh Quang Hiếu Hoàng Đế (統天體道仁明光孝皇帝).
Dụ Tông không có con kế vị. Trước khi mất, ông để lại di chiếu lập con của người anh Cung Túc vương Trần Nguyên Dục là Trần Nhật Lễ lên kế vị, Cung Túc Vương vốn đã qua đời trước Dụ Tông 5 năm (1364).
Sử thần Ngô Sĩ Liên có lời bàn về chiếu trao ngôi đại thống cho Nhật Lễ của Dụ Tông như sau: 
| “                                       | "Dụ Tông bị ngã xuống nước mà bệnh, chẳng lẽ lại không biết là mình không có con hay sao? Nhật Lễ là đứa làm trò, chẳng lẽ lại không biết nó không phải là con của Dục hay sao? Huống chi các con của Minh Tông đều có tài nghệ cả, nếu nghĩ tới xã tắc làm trọng thì chọn người nào có tài đức lập làm thiên tử để làm yên lòng thiên hạ, như vậy gốc nước sẽ được vững bền. Đã không biết làm như thế, đến khi ốm nặng lại không bàn với thái hoàng tính kế vì xã tắc, lại xuống chiếu gọi Nhật Lễ vào nối đại thống để cho mình bị tuyệt tự, mà sau khi chết, còn vạ lây đến Thái hoàng và Thái tể. Nếu không có Nghệ Hoàng và các vị tông thất khác thì quốc gia đã không còn là của họ Trần nữa rồi." | ” |
| — Đại Việt Sử ký Toàn thư - Ngô Sĩ Liên | |   |

Trong triều, hoàng tộc muốn lập người anh khác của Dụ Tông là Cung Định vương Trần Phủ lên kế vị nhưng Hiến Từ hoàng thái hậu nhất định đòi lập người con của Cung Túc vương Trần Nguyên Dục là Trần Nhật Lễ lên ngôi, vì bà cho rằng Nhật Lễ là con của người con trai lớn, cháu đích tôn của bà, nên lên kế vị là hợp lý.
Nguyên mẹ Nhật Lễ là một đào hát, lấy một kép hát bội là Dương Khương có thai rồi mới bỏ Dương Khương mà lấy Cung Túc vương sinh ra Nhật Lễ. Triều thần không tán thành vì cho rằng Nhật Lễ vốn là người họ Dương, không có máu mủ gì với Cung Túc vương, nhưng Hiến Từ hoàng thái hậu cho rằng Nhật Lễ về danh nghĩa vẫn là con của Trần Nguyên Dục nên lập là hợp lẽ.
Cuối cùng Nhật Lễ được lên ngôi vào tháng 6 năm 1369. Nhưng Nhật Lễ ăn chơi sa đọa như Dụ Tông, lại còn muốn bỏ họ Trần để lấy lại họ Dương, nên gây một làn sóng bất bình trong giới tôn thất nhà Trần. Chỉ hơn một năm sau, các tông thất nhà Trần hội nhau khởi binh về bắt giết Nhật Lễ rồi rước Cung Định vương về lên kế vị, tức Trần Nghệ Tông.

## Nhận định
Sử gia Ngô Sĩ Liên bàn về Trần Dụ Tông trong sách Đại Việt sử ký toàn thư như sau:
| “             | Vua tính rất thông tuệ, học vấn cao minh, chăm lo việc võ, sửa sang việc văn, các di thần đều phục. Đời Thiệu Phong, chính sự tốt đẹp; từ năm Đại Trị về sau, chơi bời quá độ, cơ nghiệp nhà Trần suy yếu từ đó. | ” |
| — Ngô Sĩ Liên | |   |

| “             | Dụ Tông bị ngã xuống nước mà bệnh, chẳng lẽ lại không biết là mình không có con hay sao? Nhật Lễ là đứa làm trò, chẳng lẽ lại không biết nó không phải là con của Dục hay sao? Huống chi các con của Minh Tông đều có tài nghệ cả, nếu nghĩ tới xã tắc làm trọng thì chọn người nào có tài đức lập làm thiên tử để làm yên lòng thiên hạ, như vậy gốc nước sẽ được vững bền. Đã không biết làm như thế, đến khi ốm nặng lại không bàn với Thái hoàng tính kế vì xã tắc, lại xuống chiếu gọi Nhật Lễ vào nối đại thống để cho mình bị tuyệt tự, mà sau khi chết, còn vạ lây đến Thái hoàng và Thái tể (chỉ Trần Nguyên Trác). Nếu không có Nghệ Hoàng và các vị tông thất khác thì quốc gia đã không còn là của họ Trần nữa rồi. Vua biết tôn trọng thầy dạy (tức Chu Văn An), nhưng lại không bàn việc nước với thầy. Vì thế bậc hiền năng không nên để chỉ làm vì. Chu An đi rồi, không còn ai bảo ban vua đạo hay lẽ phải nữa. Đó thực là "không tin bậc nhân hiền thì nước trống rỗng như không có người" vậy | ” |
| — Ngô Sĩ Liên | |   |